# Очень эпическое кино
«Очень эпическое кино» (англ. Epic Movie) — американская кинопародия, снятая режиссёрами Джейсоном Фридбергом и Аароном Зельцером. Центральным объектом пародирования является фильм «Хроники Нарнии».

## Сюжет
Люси, одна из четырёх сирот, работает в музее отца. Она становится свидетельницей смерти Жака Соньера («Код да Винчи»). После того, как она не может разгадать «код» у умирающего куратора, Соньер танцами побуквенно выдаёт ей «да Винчи». Она бежит к Моне Лизе и находит фразу, издевающуюся над причёской Тома Хэнкса в оригинале. Эта фраза наталкивает её на последнюю улику — автомат, продающий шоколадки, из которого она достаёт одну. Всё это время за ней гонится чернокожий альбинос-мазохист Сила (Сайлас) и прыгает на неё, после того как она достала шоколадку. У Люси в то мгновение ломается каблук, и она наклоняется. Сила промахивается и врезается в автомат. Люси раскрывает шоколадку и обнаруживает в обёртке Золотой билет, приглашающий её на «эпическое приключение» на шоколадную фабрику Вилли Вонки.
Эдвард, тоже сирота, работает в мексиканском монастыре/приюте («Суперначо»). Эдвард — самый старший в монастыре и решает стать реслером, объявляя что он — лучше других сирот. Отказавшись есть стряпню повара Игнасио (а именно — дохлую кошку), Эдвард получает втык от Чанчито, который протаскивает его по линному трапезному столу. Проезжая, Эдвард замечает как один из монахов достаёт Золотой билет из шоколадной обёртки и выхватывает у него из рук билет. Затем он выпадает из окна.
Сюзан, также сирота, летит на самолёте к своим новым приёмным родителям, Брэду Питту и Анджелине Джоли. Она просит стакан воды у стюардессы, но из графина выпадает змея вместо воды («Змеиный полёт»). Тут же другие пассажиры обнаруживают змей повсюду. В салоне появляется персонаж подобный Сэмюэлю Л. Джексону и начинает повторять «дежурную фразу» — «С меня довольно этих грёбаных змей на этом грёбаном самолёте!». Затем он хватает Сюзан и бросает её с самолёта. По неизвестной причине, на земле в тот момент проходит Пэрис Хилтон, провозглашающая свою красоту, и тут на неё падает Сюзан. Сюзан забирает Золотой билет из сумочки Пэрис.
Последний из сирот, Питер — мутант обучающийся в соответствующей школе («Люди Икс»). Ему нравится Мистик, которую он просит пойти с ним на школьные танцы. Она отказывается, и к ней подходят Росомаха, Шторм, Руж и Циклоп. Росомаха выпускает свои металлические когти, складывает в средний палец и угрожающе подходит к Питеру. Питер паникует и готовится снять верхнюю одежду, чтобы показать свою способность. Внезапно, у него на спине появляются куриные крылышки, и он начинает кудахтать. Другие мутанты начинают смеяться над ним, но затем подходит директор школы — Магнето. Он защищает Питера, но затем использует свою способность, чтобы открыть металлический шкаф прямо ему в лицо. Все Люди Икс смеются и уходят, а на Питера падает из шкафа шоколадка, в которой он находит Золотой билет.
Все четверо сирот встречаются на шоколадной фабрике Вилли («Чарли и шоколадная фабрика»). Вилли рассказывает, что тайным ингредиентом в его шоколаде являются человеческие органы. Затем он и его помощники-коротышки забирают у сирот некоторые части тела (матку Люси, яички Эдварда, зуб Питера и голову Сюзан; по непонятной причине, в следующем кадре всё у них на месте). Вилли затем ставит своё клеймо на них и бросает в комнату.
Все четверо сидят в комнате, угрюмые, ведь это был их последний шанс не быть сиротами. Они слышат подходящего Вилли и паникуют. Они начинают искать где можно спрятаться. Люси в одной из комнат обнаруживает платяной шкаф («Хроники Нарнии: Лев, колдунья и платяной шкаф»). Открывая её, она получает на голову огромную кучу хлама. Оттуда же выбегает обнажённая блондинка. Люси заходит в шкаф и обнаруживает заснеженную Гнарнию и фавна Тупуса. Он приглашает её в свой дом, показанный в стиле MTV Cribs, где на всех углах есть телевизоры, даже в унитазе. Но затем он кается, что заманил её в ловушку. Он выгоняет Люси и даёт ей на прощание одноразовую камеру, объясняющую социополитическую ситуацию в Гнарнии («Миссия невыполнима 3»).
Эдвард также находит шкаф и встречается с Белой Стервой, не может оторвать от неё взгляда и не падает перед ней на колени, за что гном-лакей бьет его в пах. Она предлагает ему стать её королём, прося его привести других сирот, чтобы они стали его слугами. Сюзан и Питер прибывают в Гнарнию и встречают Люси и Эдварда. Несмотря на убеждения Эдварда, все идут к дому мистера Тупуса. Но весь дом разрушен, а внутри него находится говорящий бобёр, представившийся гомосексуальным партнёром Тупуса. Люси кричит «Черт, говорящий бобр!» и пинком выкидывает его в окно, но он возвращается. Харя (так зовут бобра) рассказывает сиротам, что Белая Стерва арестовала Тупуса, так как он защитил Люси. Он также говорит, что все они являются героями, особенно Питер, который тут же начинает мечтать что он — Супермен («Возвращение Супермена»). Бобёр говорит сиротам что улики к разгадке находятся вокруг них. Эдвард тихонько выскользает, а остальные находят картину «Тайная вечеря», на которой также нарисованы все четыре сироты. Гарри рассказывает им что все они — братья и сёстры, родителей которых убила Белая Стерва.
Тем временем Эдвард прибывает в замок Стервы и понимает, что она лишь хотела заполучить всех сирот и что он — их брат. Он отказывается рассказать ей — где они, но она показывает ему свою обнажённую грудь, и он в состоянии сексуального возбуждения разбалтывает всё. Затем появляется Эштон Кутчер, ведущий телешоу Punk’d (в русском переводе «Подстава»), и Эдвард избивает надоедливого актера и попадает в камеру заключения.
Зная о предательстве Эдварда, Люси, Сюзан и Питер покидают дом Тупуса. На улице они встречаются с самим фавном, который целуется с бобром. Харя получает SMS сообщающее что Стерва раздобыла оружие массового поражения, которое взорвётся через 24 часа. Появляется Сила, и Тупус говорит другим, чтобы они оставили его. Сила принимается убивать Тупуса, не спеша, раз за разом стреляя внего из пистолета, и фавн истошно зовёт сирот на помощь. Люси и Сюзан не хотя оставлять его погибать, но трусливый Питер заставляет их бежать. И Сила добивает фавна со словами «I’m Rick James, bitch!» («Так не доставайся же ты никому» в русском переводе).
Бобёр посылает их в школу магов, где их встречает седой Гарри Шпроттер вместе с лысеющим Гоном и беременной Шизионой. Они помогают троим сиротам тренироваться для войны под музыку из «Рокки».
Эдвард пытается выбраться из тюрьмы, но затем встречает своего соседа по камере — капитана Джека Водогрея («Пираты Карибского моря»), которого невозможно понять, но ему удаётся придумать способ сбежать. Он достаёт нож и тыкает Эдварду в живот с криками «Помогите!». С прибытием стражников, Джек[кто?] бьёт их телом Эдварда. Джек и раненый Эдвард затем убегают.
На корабле Джека Эдварду интересна жизнь пирата. Джек и его экипаж начинают читать рэп и танцевать, после чего Эдвард рассказывает Джеку, что его брат и сёстры идут на встречу со Стебасло. Появляется Белая Стерва и платит Джеку за работу. Эдвард понимает что его провели, когда Джек показывает что его корабль на самом деле — аттракцион. Стерва убивает надоевшего ей Джека, но Эдвард хватает её ОМП, роняя его в воду.
Люси, Сюзан и Питер направляются к лагерю Стебасло. Там они встречают Джеймса Бонда, Чубакку и Бората. Встретившись с полу-львом Стебасло, им приходится платить за помощь Стебасле в освобождении Эдварда групповым сексом. Стебасло освобождает Эдварда, а его китайский дублер убивает Сила в стиле Mortal Kombat, но его затем убивает Белая Стерва.
Харя рассказывает сиротам, что Стебасло мёртв, но весь лагерь соглашается помочь им драться со Стервой. Также появляются персонажи «Властелина колец» и Люди Икс из школы Питера. Питер объявляет вечеринку накануне битвы. Сюзан, Эдвард и Люси начинают соревнование по питью пива, а Питер занимается сексом с Мистик, которая по его просьбе увеличила свой бюст, зад, сделала себе единую бровь и «бабкины руки».
Наутро сироты видят, что никто с ними ни пришёл после того, как Сюзан вырвало пивом на всех. У Питера при виде армии Стервы начинается приступ трусливости, но он отрывает свои крылья и готовится драться. Затем появляется живой Джек Водогрей на огромном водяном колесе. Стерва надевает свою маску Дэйви Джонса, чем отвлекает Джека. Армия Стервы начинает бежать на сирот, а вместе с ними — отряд имперских штурмовиков («Звёздные войны»). Сироты героически бегут на врага, но затем случается то что и должно случиться при встрече четырёх с армией — все, кроме Питера получают смертельные раны, а Стерва приближается к Питеру, чтобы добить. Питер каким-то образом находит синий пульт управления («Клик: с пультом по жизни») и замораживает врагов. Другой кнопкой он лечит раны брата и сестёр, и они затем начинают, веселясь, убивать армию Белой Стервы. Причем Эдвард надевает маску реслера и добивает гнома, который весь фильм бил его, приёмом, напоминающим прием Эль Фуэрто из игры Street Fighter IV.
Остаётся лишь сама Белая Стерва. Питер останавливает сирот, произнося им речь о том, как Гнарния будет демократической страной, и что Стерва получит справедливый суд, на что Стерва говорит «Грёбаные дети!». Его прерывает колесо Джека, раздавливающее Стерву. Сироты становятся правителями Гнарнии: Питер Отважный, Сюзан Справедливая, Эдвард Верный и Люси Безмозглая. На старости лет они опять обнаруживают шкаф и попадают обратно на фабрику Вилли, где они снова становятся юными и их ожидает Борат. Он поздравляет их со счастливым концом, но его прерывает Джек на своём колесе, проезжающий по сиротам. Борат говорит своё фирменное «Нет!», шлепает себя по заднице, и начинаются титры.

## Пародии

### Фильмы и персонажи
- Борат — Борат появляется в конце фильма и в лагере в удаленной сцене.
- Пивфест — королева наколдовала Эдварду бутылку пива.
- Суперначо — начало фильма предыстория Эдварда.
- Код да Винчи — начало фильма предыстория Люси + пародия на антагониста-альбиноса Сайласа.
- Гарри Поттер — главные герои попадают в Хогвартс и знакомятся с Гарри Шпротером, Гоном и с Шизионой, которые обучают их приёмам самообороны.
- Змеиный полёт — начало фильма предыстория Сьюзан.
- Казино «Рояль» — Джеймс Бонд в лагере.
- Звёздные войны — Отряд имперских штурмовиков в сцене сражения, Чубака в лагере.
- Лицо со шрамом — фильм по телевизору в доме фавна.
- Властелин колец — члены Братства Кольца в лагере.
- V значит вендетта — Вилли Вонка в маске Гая Фокса танцует с младенцем в руках в лагере.
- Миссия невыполнима 3 — фавн отдает Люси шпионский фотоаппарат.
- Возвращение Супермена — Питер представляет себя Суперменом.
- Клик: С пультом по жизни — В ходе битвы Питер находит пульт и замораживает королеву и её армию.
- Люди Икс: Последняя битва — начало фильма, предыстория Питера.
- Чарли и шоколадная фабрика — главные герои находят билеты и попадают на шоколадную фабрику.
- Гарольд и Кумар уходят в отрыв — Знакомый Эдварду «Белый Замок».
- Тройной форсаж: Токийский дрифт — номерной знак на санях королевы и звук их невидимого двигателя.
- Вилли Вонка и шоколадная фабрика — в удаленной сцене Вилли Вонка хромая выходит из фабрики с последующим кувырком.
- Пираты Карибского моря: Сундук мертвеца — Эдвард встречает Джека Водогрея в камере.
- Хроники Нарнии: Лев, колдунья и волшебный шкаф — основная сюжетная линия.

## В ролях
| Актёр             | Роль                              |
| ----------------- | --------------------------------- |
| Джейма Мэйс       | Люси                              |
| Кэл Пенн          | Эдвард                            |
| Чэмберс, Фон Эй   | Сюзан                             |
| Адам Кэмпбелл     | Питер                             |
| Дженнифер Кулидж  | Белая Стерва Гнарнии              |
| Кевин Харт        | Сила (Сайлас)                     |
| Фред Уиллард      | Стебасло                          |
| Кармен Электра    | Мистик                            |
| Тони Кокс         | Бинк                              |
| Катт Уильямс      | Гарри (Бобёр)                     |
| Эктор Хименес     | мистер Тупос                      |
| Дэнни Джейкобс    | Борат / пират с повязкой на глазу |
| Дэвид Лер         | Эштон Кутчер                      |
| Скотт Л. Шварц    | Хагрид                            |
| Кевин Макдональд  | Гарри Шпроттер                    |
| Криста Флэнеган   | Шизиона                           |
| Джордж Альварес   | Гон                               |
| Мишель Мисти Лэнг | Пэрис Хилтон                      |
| Лорен Конрад      | камео                             |
| Криспин Гловер    | Вилли                             |
| Даррелл Хаммонд   | капитан Джек Водогрей             |
| Джим Пиддок       | Магнето                           |

## Прокат
Несмотря на отрицательные отзывы критиков, фильм собрал 18,6 миллионов долларов за первые выходные показа. В результате фильм собрал 86 865 564 доллара в мире, из них 39 739 367 долларов — в США.